# Comuna Rubanka, Bahmaci
Rubanka (în ucraineană Рубанка) este o comună în raionul Bahmaci, regiunea Cernihiv, Ucraina, formată din satele Kovalove, Rubanka (reședința), Smolove, Tereșîha și Zabolottea.

## Demografie
Componența lingvistică a comunei Rubanka
     Ucraineană (98,81%)
     Rusă (1,04%)
     Alte limbi (0,08%)
Conform recensământului din 2001, majoritatea populației comunei Rubanka era vorbitoare de ucraineană (98,81%), existând în minoritate și vorbitori de rusă (1,04%).